# Climate Justice Now!

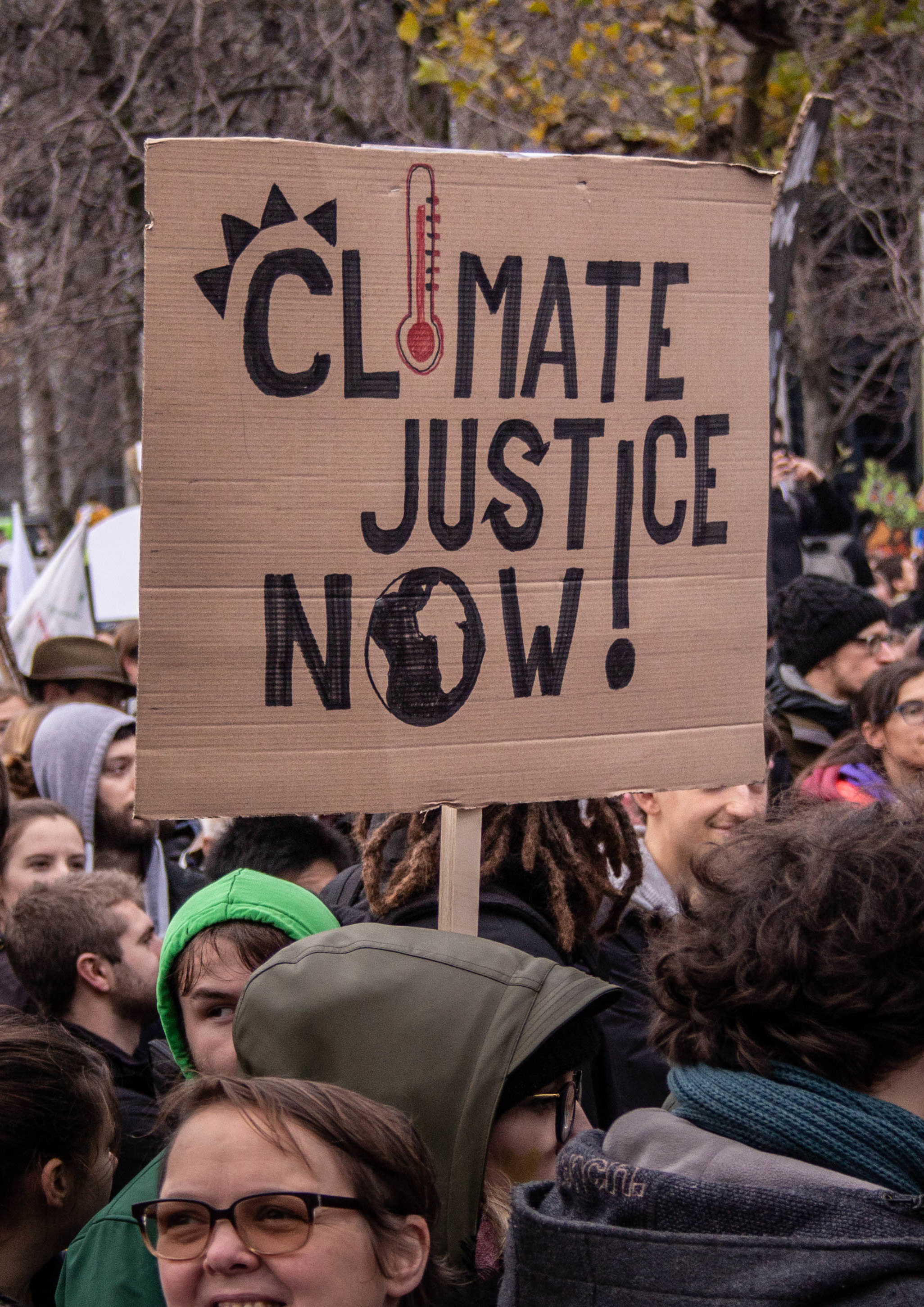
Plakat "Climate Justice Now!" bei einem Klimamarsch in Brüssel (2018).

Climate Justice Now! (kurz CJN!, dt. „Klimagerechtigkeit jetzt!“) ist ein transnationales Netzwerk von über 400 Nichtregierungsorganisationen (NGOs), die sich für die Berücksichtigung von Umweltgerechtigkeit, sozialer Gerechtigkeit und Geschlechtergerechtigkeit in der internationalen Klimapolitik einsetzen. Es tritt im Rahmen von UN-Klimakonferenzen in Erscheinung und bildet, neben dem Climate Action Network, eine informelle Verbindung der zugelassenen Umweltorganisationen.
CJN! wird zu den fundamentaleren Organisationen der Klimabewegung gezählt, für die nicht allein Klimaschutz wesentliches Thema ist, sondern deren zentrale Anliegen auch Klimagerechtigkeit und Systemkritik sind, die der Zusammenarbeit mit Politik und Wirtschaft sehr kritisch gegenüberstehen und eine eher konfrontative Strategie verfolgen.
Die Koalition wurde im Dezember 2007 bei der UN-Klimakonferenz auf Bali gegründet als eine offene Plattform, die der radikalen Kritik sowohl der Klimapolitik als auch reformorientierter Umweltorganisationen dienen sollte. Anstoß gab Kritik am Climate Action Network (CAN), einem weiteren Netzwerk von über 400 Nichtregierungsorganisationen, das innerhalb des UN-Klimaprozesses zu der Zeit die dominierende Umweltorganisation war. CAN wurde vorgeworfen, in internen Debatten und bei der Teilnahme an UN-Treffen Vertreter der Dritten Welt kleinzuhalten. Darüber hinaus lehnten Gründer von CJN! die enge Verbindungen zwischen CAN einerseits sowie Unternehmen und Staaten mit besonders hohen Emissionen andererseits ab und betrachteten marktbasierte Reformansätze, wie etwa den Emissionshandel, mit Skepsis.
Zu den bekannteren Mitgliedern gehören (Stand 2010) Friends of the Earth International, La Via Campesina, 350.org oder ATTAC.
CJN! war unter anderem zu den Klimakonferenzen Kopenhagen, 2009, und Cancun, 2010, sowohl innerhalb der Konferenzen als auch in Form von Straßenprotesten aktiv. Im Vorfeld der Klimakonferenz von Kopenhagen wurde CJN! als sogenannter „focal point“ der Umwelt-NGOs anerkannt und erhielt ca. 40 % der Akkreditierungen, die für Umwelt-NGOs vorgesehen waren. CJN! entwickelte zusammen mit Organisationen indigener Völker und solchen für Direkte Aktionen eine inside-outside-Strategie zur Konferenz unter dem Motto „system-change not climate-change“ („Systemwandel statt Klimawandel“). Am 16. Dezember 2009 verließen im Rahmen einer Reclaim Power-Aktion mehrere hundert für NGOs akkreditierte Teilnehmer die Konferenz, während sich gleichzeitig Demonstranten von außerhalb der Sicherheitszone näherten. Die dänische Polizei verhinderte ein Zusammentreffen der Demonstranten, 260 Demonstranten wurden verhaftet. Nach Auffassung von Chatterton u. a. (2013) rückte die in den Protesten kulminierende Bewegung die Gerechtigkeitsfragen weiter in den Vordergrund und eröffnete die Möglichkeit, bestehende Auffassungen von Klimapolitik anzufechten.
Bei der Konferenz in Cancun, 2010, wurde von CJN! entsandten Teilnehmern nach Protestaktionen der Beobachterstatus entzogen. Nach 2010 kam es innerhalb des Netzwerks zu Dissensen über marktbasierte Ansätze der Klimapolitik, Hauptstreitpunkt war REDD+, ein Mechanismus, der die Kompensation von Treibhausgasemissionen durch Waldschutzprojekte ermöglichen soll. Das Netzwerk ist weiter auf UN-Klimakonferenzen präsent, so bei der UN-Klimakonferenz 2019 in Madrid. Dagegen stammen die letzten Beiträge auf der Homepage von 2012.